# Sindikí
Sindikí (en grec moderne : Σιντική) est un dème situé dans la périphérie de Macédoine-Centrale en Grèce. Le dème actuel est issu de la fusion en 2011 entre les dèmes d'Achladochóri, d'Ágkistro, de Kerkíni (en), de Petrítsi, de Promachónas et de Sidirókastro.